# Nekrolog November 2017
Nekrolog
◄◄
| ◄
| 2013
| 2014
| 2015
| 2016
| 2017 | 2018 | 2019 | 2020 | 2021 | ►
Januar |
Februar |
März |
April |
Mai |
Juni |
Juli |
August |
September |
Oktober |
November |
Dezember 2017
Weitere Ereignisse | Allgemeiner Nekrolog 2017
Die Beschreibung der verstorbenen Person sollte so kurz wie möglich gehalten sein und nur deren signifikante Tätigkeit(en) enthalten.
Neue Namen ggf. auch unter dem Geburts- und Sterbedatum, also etwa unter 1. Januar und im Geburts- und Sterbejahr (2024) eintragen (nur bei entsprechender großer Wichtigkeit). Für Beispiele siehe die schon vorhandenen Artikel.
Außerdem über die fünf zuletzt Verstorbenen, zu denen es einen ausreichend guten Artikel für eine Präsentation auf der Hauptseite gibt, nach der todesbedingten Überarbeitung der Artikel ggf. auch unter Wikipedia Diskussion:Hauptseite informieren und sie am besten auch in den anderen Wikipedia-Sprachversionen eintragen. Tipp: Regelmäßig bei news.google.de nach „ist tot“, „gestorben“ oder „verstorben“ suchen.
Wenn eine Person gestorben ist, gibt es viele Seiten zu dieser Person in der Wikipedia, die davon auch betroffen sind und entsprechend aktualisiert werden müssen. Beispiele: Namenübersichtsseite, Geburtsjahr, Geburtsort-Seiten und viele mehr.
Wie finde ich die betroffenen Seiten?
Im Suchfeld auf der linken Seite gibt man den Suchbegriff so ein: „Vorname Nachname“. Dann klickt man auf Volltext und alle Seiten mit entsprechendem Suchtext werden aufgerufen. Hier sieht man dann schnell, wo auch das Todesjahr Sinn macht oder sogar ein Teil des Artikels angepasst werden muss. Auch hilft das „Werkzeug“ auf der linken Seite sehr gut, um solche Seiten aufzufinden: „Links auf diese Seite“. Somit ist die Wikipedia wieder aktuell in allen Bereichen! Hinweis: bei Eintragung der Kategorie „Gestorben JAHR“ wird der Missbrauchsfilter 49 ausgelöst, was jedoch nicht schlimm ist. Siehe: Spezial:Missbrauchsfilter/49
Dies ist eine Liste von im November 2017 verstorbenen bekannten Persönlichkeiten. Die Einträge erfolgen innerhalb der einzelnen Daten alphabetisch sortiert. Tiere sind im Nekrolog für Tiere zu finden.

## November
| Tag          | Name                                | Beruf, bekannt als                                                                | Alter | Beleg |
| ------------ | ----------------------------------- | --------------------------------------------------------------------------------- | ----- | ----- |
| 30. November | Terence Beesley                     | britischer Schauspieler                                                           | 60    |       |
| 30. November | Hillmer Brandt                      | deutscher Politiker                                                               | 82    |       |
| 30. November | Harold Carter                       | britischer Humangeograph                                                          | 92    |       |
| 30. November | Alan Erskine-Murray                 | britischer Peer und Politiker                                                     | 93    |       |
| 30. November | Colin Groves                        | britisch-australischer Anthropologe und Biologe                                   | 75    |       |
| 30. November | Donald Harper                       | US-amerikanischer Wasserspringer und Turner                                       | 85    |       |
| 30. November | Konrad Herrmann                     | polnischer Theologe und Seelsorger                                                | 88    |       |
| 30. November | Alain Jessua                        | französischer Filmregisseur und Schriftsteller                                    | 85    |       |
| 30. November | Siegfried Kaiser                    | deutscher Elektro- und Mediziningenieur                                           | 87    |       |
| 30. November | Hugo Lacour                         | französischer Krimineller                                                         | 74    |       |
| 30. November | Martin Mayer                        | deutscher Politiker                                                               | 76    |       |
| 30. November | Alfredo Milani                      | italienischer Motorradrennfahrer                                                  | 93    |       |
| 30. November | John Naar                           | US-amerikanischer Fotograf                                                        | 97    |       |
| 30. November | Jim Nabors                          | US-amerikanischer Schauspieler, Sänger und Komiker                                | 87    |       |
| 30. November | Ana Maria Nascimento e Silva        | brasilianische Schauspielerin und Filmproduzentin                                 | 65    |       |
| 30. November | Heather North                       | US-amerikanische Schauspielerin und Synchronsprecherin                            | 71    |       |
| 30. November | Zé Pedro                            | portugiesischer Rockgitarrist                                                     | 61    |       |
| 30. November | Surin Pitsuwan                      | thailändischer Politiker                                                          | 68    |       |
| 30. November | Marina Popowitsch                   | russische Testfliegerin und Autorin                                               | 86    |       |
| 30. November | Vincent Scully                      | US-amerikanischer Architekturhistoriker                                           | 97    |       |
| 30. November | Gerold Stoll                        | österreichischer Rechtswissenschaftler                                            | 92    |       |
| 30. November | Werner Stückmann                    | deutscher Opernsänger                                                             | 81    |       |
| 30. November | Joachim Ulbricht                    | deutscher Chemiker                                                                | 93    |       |
| 30. November | Paul Würges                         | deutscher Gitarrist und Sänger                                                    | 85    |       |
| 29. November | Kalabhavan Abi                      | indischer Comedian und Schauspieler                                               | 49    |       |
| 29. November | Belmiro de Azevedo                  | portugiesischer Unternehmer                                                       | 79    |       |
| 29. November | Kenneth S. Deffeyes                 | US-amerikanischer Geologe                                                         | 85    |       |
| 29. November | Hanswerner Dellweg                  | deutscher Brauwissenschaftler                                                     | 95    |       |
| 29. November | Charles Duvelle                     | französischer Musikethnologe                                                      | 80    |       |
| 29. November | Rogelio Echavarría                  | kolumbianischer Poet und Journalist                                               | 91    |       |
| 29. November | Jerry Fodor                         | US-amerikanischer Philosoph und Kognitionswissenschaftler                         | 82    |       |
| 29. November | Elmar K. Jessberger                 | deutscher Physiker                                                                | 74    |       |
| 29. November | Tomáš Ježek                         | tschechischer Politiker und Ökonom                                                | 77    |       |
| 29. November | Dora Koster                         | Schweizer Schriftstellerin                                                        | 78    |       |
| 29. November | Marquise Soledad de Moratalla       | spanische Gestütsbesitzerin                                                       | 87    |       |
| 29. November | E. Chandrasekharan Nair             | indischer Politiker                                                               | 88    |       |
| 29. November | Slobodan Praljak                    | kroatischer Politiker, Militär und Kriegsverbrecher                               | 72    |       |
| 29. November | Verena Stefan                       | Schweizer Schriftstellerin                                                        | 70    |       |
| 29. November | William Steinkraus                  | US-amerikanischer Springreiter                                                    | 92    |       |
| 29. November | P. Vallalperuman                    | indischer Politiker                                                               | 67    |       |
| 29. November | Mary Lee Woods                      | britische Mathematikerin und Computerprogrammiererin                              | 93    |       |
| 29. November | Edgardo Zayas                       | puerto-ricanischer Opernsänger                                                    | 53    |       |
| 28. November | Teodolindo Avendaño                 | kolumbianischer Politiker                                                         | 78    |       |
| 28. November | Horst Blechinger                    | deutscher Fußballspieler                                                          | 77    |       |
| 28. November | Peter Burt                          | britischer Manager                                                                | 73    |       |
| 28. November | Magín Díaz                          | kolumbianischer Sänger und Komponist                                              | 94    |       |
| 28. November | Pete J. Dunn                        | US-amerikanischer Mineraloge                                                      | 74    |       |
| 28. November | George Feher                        | US-amerikanischer Biophysiker                                                     | 93    |       |
| 28. November | Patricia Gabancho                   | argentinische Journalistin und Schriftstellerin                                   | 65    |       |
| 28. November | Willy Gesell                        | deutscher Opernsänger                                                             | 91    |       |
| 28. November | Shraga Felix Goldmann               | deutsch-israelischer Immunologe und Transfusionsmediziner                         | 81    |       |
| 28. November | Michael Gurdus                      | israelischer Journalist und Abhörspezialist                                       | 73    |       |
| 28. November | Klaus-Dieter Kerwitz                | deutscher Grafiker und Gebrauchsgrafiker                                          | 77    |       |
| 28. November | Rafael Llano Cifuentes              | mexikanischer Bischof                                                             | 84    |       |
| 28. November | Alice Lok Cahana                    | US-amerikanisch-ungarische Malerin, Graphikerin und Holocaustüberlebende          | 88    |       |
| 28. November | François Maroldt                    | luxemburgischer Politiker                                                         | 65    |       |
| 28. November | Josep Martorell                     | spanischer Architekt                                                              | ≈92   |       |
| 28. November | Shadia                              | ägyptische Schauspielerin und Sängerin                                            | 86    |       |
| 28. November | Zdeněk Šreiner                      | tschechischer Fußballspieler                                                      | 63    |       |
| 28. November | Johan Steyn                         | südafrikanisch-britischer Jurist und Peer                                         | 85    |       |
| 28. November | Thomas Völsch                       | deutscher Politiker                                                               | 59    |       |
| 28. November | Milan Valčić                        | serbischer Handballschiedsrichter                                                 | 82    |       |
| 27. November | Gerd Bauer                          | deutscher Zeichner und Modelleur                                                  | 60    |       |
| 27. November | Alan D. Corré                       | britischer Hebräist                                                               | 86    |       |
| 27. November | Dermot Drummy                       | englischer Fußballspieler und -trainer                                            | 56    |       |
| 27. November | Christian Heermann                  | deutscher Schriftsteller und Publizist                                            | 81    |       |
| 27. November | Berthold Knauer                     | deutscher Werkstoffwissenschaftler und Luftfahrtingenieur                         | 82    |       |
| 27. November | Cletus P. Kurtzman                  | US-amerikanischer Mikrobiologe                                                    | 79    |       |
| 27. November | Keiji Morokuma                      | japanischer Chemiker                                                              | 83    |       |
| 27. November | Robert A. Moss                      | US-amerikanischer Chemiker                                                        | 77    |       |
| 27. November | Hans Piazza                         | deutscher Historiker                                                              | 84    |       |
| 27. November | Robert Popwell                      | US-amerikanischer Gitarrist                                                       | 66    |       |
| 27. November | José María Romero de Tejada         | spanischer Jurist                                                                 | 69    |       |
| 27. November | Bernd Simon                         | deutscher Musiker und Synchronsprecher                                            | 71    |       |
| 27. November | Cristina Stamate                    | rumänische Schauspielerin                                                         | 71    |       |
| 26. November | Oscar Alem                          | argentinischer Musiker und Komponist                                              | 76    |       |
| 26. November | Baldo Blinkert                      | deutscher Soziologe                                                               | 75    |       |
| 26. November | Paul Boccara                        | französischer Historiker und Ökonom                                               | 85    |       |
| 26. November | Vicente García Bernal               | mexikanischer Bischof                                                             | 88    |       |
| 26. November | Armando Hart                        | kubanischer Revolutionär und Politiker                                            | 87    |       |
| 26. November | Hou Bo                              | chinesische Fotografin                                                            | 93    |       |
| 26. November | Anthony Michael Hillas              | britischer Astrophysiker                                                          | 85    |       |
| 26. November | Dieter Horchler                     | deutscher Baumeister und Sportfunktionär                                          | 81    |       |
| 26. November | Georg Iggers                        | US-amerikanischer Historiker                                                      | 90    |       |
| 26. November | Egbert Moehsnang                    | Schweizer Maler und Kupferstecher                                                 | 89    |       |
| 26. November | Sepp Moosmann                       | österreichischer Künstler und Schriftsteller                                      | 88    |       |
| 26. November | Christian Vicente Noel              | philippinischer Bischof                                                           | 80    |       |
| 26. November | José Doth de Oliveira               | brasilianischer Bischof                                                           | 79    |       |
| 26. November | José Pedro Pozzi                    | argentinischer Bischof                                                            | 92    |       |
| 26. November | Hanns Teichmann                     | deutscher Bauingenieur                                                            | 88    |       |
| 26. November | W. Marvin Watson                    | US-amerikanischer Politiker                                                       | 93    |       |
| 26. November | Wolfgang Zamastil                   | österreichischer Cellist und Komponist                                            | 36    |       |
| 25. November | Franco „Salvatore“ Campana          | italienischer Künstler und Fernsehmoderator                                       | 63    |       |
| 25. November | Sotìr Ferrara                       | italienischer italo-albanischer Bischof                                           | 79    |       |
| 25. November | Rosario Green                       | mexikanische Politikerin                                                          | 76    |       |
| 25. November | Ted Robert Gurr                     | US-amerikanischer Politikwissenschaftler                                          | 81    |       |
| 25. November | Rance Howard                        | US-amerikanischer Schauspieler                                                    | 89    |       |
| 25. November | Robert Howie                        | kanadischer Politiker                                                             | 88    |       |
| 25. November | Rosendo Huesca Pacheco              | mexikanischer Erzbischof                                                          | 85    |       |
| 25. November | Steve Jones                         | US-amerikanischer Basketballspieler                                               | 75    |       |
| 25. November | Claus Kerkhoff                      | deutscher Biochemiker                                                             | 55    |       |
| 25. November | Gerhardt Langguth                   | deutscher Theologe                                                                | 92    |       |
| 25. November | Irene Marhold                       | deutsche Schauspielerin                                                           | 85    |       |
| 25. November | Julio Oscar Mechoso                 | US-amerikanischer Schauspieler                                                    | 62    |       |
| 25. November | Óscar Moncada                       | mexikanischer Surfer                                                              | 34    |       |
| 25. November | Tiemo Rainer Peters                 | deutscher römisch-katholischer Theologe                                           | 79    |       |
| 25. November | Uwe Piepgras                        | deutscher Neuroradiologe                                                          | 84    |       |
| 25. November | Anthony Senerchia                   | US-amerikanischer Aktivist                                                        | 46    |       |
| 25. November | Hubert Weber                        | deutscher Jurist und Politiker                                                    | 88    |       |
| 25. November | Zhang Yang                          | chinesischer General                                                              | 66    |       |
| 24. November | Ángel Berni                         | paraguayischer Fußballspieler                                                     | 86    |       |
| 24. November | Heribert Calleen                    | deutscher Bildhauer und Medailleur                                                | 93    |       |
| 24. November | Gerald Fridman                      | britisch-kanadischer Jurist                                                       | 89    |       |
| 24. November | Regine Kahl                         | deutsche Toxikologin                                                              | ≈75   |       |
| 24. November | Hildegard Krost                     | deutsche Schauspielerin und Synchronsprecherin                                    | 92    |       |
| 24. November | Karl Lang                           | deutscher Politiker                                                               | 97    |       |
| 24. November | Reijo Luostarinen                   | finnischer Wirtschaftswissenschaftler                                             | 77    |       |
| 24. November | Cornel Pelmuș                       | rumänischer Fechter                                                               | 84    |       |
| 24. November | Peter Puluj                         | österreichischer Kameramann                                                       | 87    |       |
| 24. November | Pedro Rolo Duarte                   | portugiesischer Journalist                                                        | 53    |       |
| 24. November | Hermann Schwörer                    | deutscher Politiker                                                               | 95    |       |
| 24. November | Jean da Silva                       | brasilianischer Surfer                                                            | 32    |       |
| 24. November | Gabriel Simo                        | kamerunischer Bischof                                                             | 80    |       |
| 24. November | Wilhelm Steffens                    | deutscher Germanist und Literaturdidaktiker                                       | 88    |       |
| 24. November | John Thierry                        | US-amerikanischer American-Football-Spieler                                       | 46    |       |
| 24. November | Harald Thomasius                    | deutscher Forstwissenschaftler                                                    | 88    |       |
| 23. November | Tullio Baraglia                     | italienischer Ruderer                                                             | 83    |       |
| 23. November | Rolf Borchert                       | deutsch-US-amerikanischer Biologe                                                 | 84    |       |
| 23. November | Peter S. Carlson                    | US-amerikanischer Biotechnologe                                                   | 73    |       |
| 23. November | Donal Creed                         | irischer Politiker                                                                | 93    |       |
| 23. November | Peet Geel                           | niederländischer Fußballspieler                                                   | 87    |       |
| 23. November | Miguel Alfredo González             | kubanischer Baseballspieler                                                       | 34    |       |
| 23. November | Ernst Ludwig Grasmück               | deutscher Theologe und Kirchenhistoriker                                          | 84    |       |
| 23. November | Allan Harris                        | englischer Fußballspieler und -trainer                                            | 74    |       |
| 23. November | Anthony Harvey                      | britischer Filmregisseur und Filmeditor                                           | 86    |       |
| 23. November | Hanno Hener                         | deutscher Theatermacher                                                           | 68    |       |
| 23. November | Joan Hess                           | US-amerikanische Autorin                                                          | 68    |       |
| 23. November | Sapir Koffmann                      | israelisches Model                                                                | 52    |       |
| 23. November | Henner Leyhe                        | deutscher Sänger                                                                  | 70    |       |
| 23. November | Lutz Libbertz                       | deutscher Anwalt                                                                  | 77    |       |
| 23. November | Tito Lívio                          | brasilianischer Sänger und Komponist                                              | 60    |       |
| 23. November | Carol Neblett                       | US-amerikanische Sopranistin                                                      | 71    |       |
| 23. November | Rolando Núñez Nario                 | kubanischer Schauspieler                                                          | 66    |       |
| 23. November | Stela Popescu                       | rumänische Schauspielerin                                                         | 81    |       |
| 23. November | Osborne Riviere                     | dominicanischer Politiker                                                         | ≈85   |       |
| 23. November | Wolfgang Ueberhorst                 | deutscher Bildhauer                                                               | 68    |       |
| 23. November | André Wiesler                       | deutscher Autor                                                                   | 43    |       |
| 23. November | Mechthild Wiswe                     | deutsche Historikerin und Volkskundlerin                                          | 79    |       |
| 22. November | Walter Anton                        | deutscher Politiker                                                               | 88    |       |
| 22. November | George Avakian                      | US-amerikanischer Musikproduzent                                                  | 98    |       |
| 22. November | José Ignacio Carbajal Gárate        | spanischer Diplomat                                                               | 71    |       |
| 22. November | Roberto Chiabra                     | costa-ricanischer Musikjournalist und Rundfunkmoderator                           | 55    |       |
| 22. November | John Coates Jr.                     | US-amerikanischer Jazzpianist                                                     | 79    |       |
| 22. November | Samuel P. Hays                      | US-amerikanischer Historiker                                                      | 96    |       |
| 22. November | Jon Hendricks                       | US-amerikanischer Jazzsänger                                                      | 96    |       |
| 22. November | Maurice Hinchey                     | US-amerikanischer Politiker                                                       | 79    |       |
| 22. November | Imre Hollai                         | ungarischer Politiker                                                             | 92    |       |
| 22. November | Ernst Hüsmert                       | deutscher Heimatforscher und Nachlassverwalter                                    | 89    |       |
| 22. November | Dmitri Hvorostovsky                 | russischer Opernsänger                                                            | 55    |       |
| 22. November | Bobi Jones                          | walisischer Schriftsteller                                                        | 88    |       |
| 22. November | Karl Kaiser                         | österreichisch-kanadischer Winzer                                                 | 76    |       |
| 22. November | Vartan Kechichian                   | libanesischer armenisch-katholischer Erzbischof                                   | 84    |       |
| 22. November | Cees Kornelis                       | niederländischer Fußballspieler und -trainer                                      | 71    |       |
| 22. November | Stefan Radt                         | niederländischer Altphilologe                                                     | 90    |       |
| 22. November | Edward C. Taylor                    | US-amerikanischer Chemiker                                                        | 94    |       |
| 22. November | Ahmad Tschatajew                    | georgischer Terrorist                                                             | ?     |       |
| 22. November | Jan Szargut                         | polnischer Ingenieurwissenschaftler                                               | 94    |       |
| 21. November | Hans Ulrich Abshagen                | deutscher Manager und Autor                                                       | 91    |       |
| 21. November | Derek Barber                        | britischer Politiker und Peer                                                     | 99    |       |
| 21. November | Peter Berling                       | deutscher Schauspieler und Schriftsteller                                         | 83    |       |
| 21. November | Rodney Bewes                        | britischer Schauspieler                                                           | 79    |       |
| 21. November | Herbert Büschenfeld                 | deutscher Geograph                                                                | 92    |       |
| 21. November | David Cassidy                       | US-amerikanischer Schauspieler und Sänger                                         | 67    |       |
| 21. November | Wayne Cochran                       | US-amerikanischer Soulsänger                                                      | 78    |       |
| 21. November | Milein Cosman                       | britische Künstlerin                                                              | 96    |       |
| 21. November | Luis Garisto                        | uruguayischer Fußballspieler und -trainer                                         | 71    |       |
| 21. November | Valentin Huot                       | französischer Radrennfahrer                                                       | 88    |       |
| 21. November | Arístides Incháustegui              | dominikanischer Sänger und Historiker                                             | 79    |       |
| 21. November | Ted Jelen                           | US-amerikanischer Politikwissenschaftler                                          | 65    |       |
| 21. November | Franz Kirchgatterer                 | österreichischer Politiker                                                        | 64    |       |
| 21. November | Otto Luttrop                        | deutscher Fußballspieler und -trainer                                             | 78    |       |
| 21. November | Massimo Quaini                      | italienischer Geograph                                                            | 76    |       |
| 20. November | Dieter Bellmann                     | deutscher Schauspieler                                                            | 77    |       |
| 20. November | Priya Ranjan Dasmunsi               | indischer Politiker                                                               | 72    |       |
| 20. November | Eugene Domack                       | US-amerikanischer Geologe                                                         | 61    |       |
| 20. November | Terry Glenn                         | US-amerikanischer American-Football-Spieler                                       | 43    |       |
| 20. November | Akira Hirose                        | japanisch-kanadischer Physiker                                                    | 76    |       |
| 20. November | Hanns F. Hügel                      | österreichischer Jurist                                                           | 66    |       |
| 20. November | Ismail Khelil                       | tunesischer Diplomat und Politiker                                                | 85    |       |
| 20. November | István Konkoly                      | ungarischer Bischof                                                               | 87    |       |
| 20. November | Raimo Lindholm                      | finnischer Basketballspieler                                                      | 86    |       |
| 20. November | Víctor Hipólito Martínez            | argentinischer Politiker                                                          | 92    |       |
| 20. November | Francis Valentine O’Connor          | US-amerikanischer Kunsthistoriker                                                 | 80    |       |
| 20. November | Stelio Posar                        | italienischer Basketballspieler                                                   | 84    |       |
| 20. November | Bernhard Röhrig                     | deutscher Kabarettist                                                             | ≈66   |       |
| 20. November | Kurt Roetger                        | deutscher Fußballspieler und -funktionär                                          | 90    |       |
| 20. November | Willi Theuretsbacher                | österreichischer Zeitungsjournalist                                               | 60    |       |
| 20. November | Alan Walker                         | britischer Anatom und Paläoanthropologe                                           | 79    |       |
| 20. November | Janusz Wójcik                       | polnischer Politiker, Fußballspieler und -trainer                                 | 64    |       |
| 19. November | John Alexander                      | US-amerikanischer Jazzmusiker                                                     | 69    |       |
| 19. November | Peter Baldwin                       | US-amerikanischer Schauspieler und Fernsehregisseur                               | 86    |       |
| 19. November | Uwe Bangert                         | deutscher Künstler                                                                | 90    |       |
| 19. November | Alex Ekwueme                        | nigerianischer Politiker                                                          | 85    |       |
| 19. November | Lutz Kayser                         | deutscher Raketentechniker                                                        | 78    |       |
| 19. November | Andrea Cordero Lanza di Montezemolo | italienischer Kardinal                                                            | 92    |       |
| 19. November | Charles Manson                      | US-amerikanischer Sektenführer und Krimineller                                    | 83    |       |
| 19. November | Fernando Matthei                    | chilenischer General                                                              | 92    |       |
| 19. November | Georg Matthess                      | deutscher Hydrogeologe                                                            | 85    |       |
| 19. November | Milan Moguš                         | kroatischer Sprachwissenschaftler                                                 | 90    |       |
| 19. November | Moussa Moumouni Djermakoye          | nigrischer Offizier und Politiker                                                 | 73    |       |
| 19. November | Jana Novotná                        | tschechische Tennisspielerin                                                      | 49    |       |
| 19. November | Helmuth Nürnberger                  | deutscher Literaturwissenschaftler                                                | 87    |       |
| 19. November | Della Reese                         | US-amerikanische Schauspielerin und Sängerin                                      | 86    |       |
| 19. November | Galina Semjonowa                    | sowjetische Journalistin und Politikerin                                          | 80    |       |
| 19. November | Peter Spufford                      | britischer Historiker                                                             | 83    |       |
| 19. November | Reinhold G. Stecher                 | deutscher Verlagsmanager                                                          | 84    |       |
| 19. November | Mel Tillis                          | US-amerikanischer Musiker                                                         | 85    |       |
| 18. November | Azzedine Alaïa                      | tunesischer Modedesigner                                                          | 77    |       |
| 18. November | Hanno Blaschke                      | deutscher Bariton                                                                 | 90    |       |
| 18. November | Joel N. Franklin                    | US-amerikanischer Mathematiker                                                    | 87    |       |
| 18. November | Sara Hestrin-Lerner                 | kanadisch-israelische Physiologin                                                 | 99    |       |
| 18. November | Horst Hussel                        | deutscher Zeichner und Illustrator                                                | 83    |       |
| 18. November | Fotis Kafatos                       | griechischer Molekularbiologe                                                     | 77    |       |
| 18. November | Klaus Keimel                        | deutscher Mathematiker                                                            | 78    |       |
| 18. November | José Manuel Maza                    | spanischer Verwaltungsjurist                                                      | 66    |       |
| 18. November | Commins Menapi                      | salomonischer Fußballspieler und -trainer                                         | 40    |       |
| 18. November | Martin Menzel                       | deutscher Historiker                                                              | 85    |       |
| 18. November | John Murray                         | britischer Eishockeyspieler                                                       | 93    |       |
| 18. November | Youssouf Ouédraogo                  | burkinischer Politiker                                                            | 64    |       |
| 18. November | Justus Pankau                       | deutscher Kameramann                                                              | 93    |       |
| 18. November | Friedel Rausch                      | deutscher Fußballspieler und -trainer                                             | 77    |       |
| 18. November | Ben Riley                           | US-amerikanischer Jazz-Schlagzeuger                                               | 84    |       |
| 18. November | Gillian Rolton                      | australische Pferdezüchterin und Vielseitigkeitsreiterin                          | 61    |       |
| 18. November | Ralf Roman Rossberg                 | deutscher Journalist und Buchautor                                                | 83    |       |
| 18. November | Neil J. Salkind                     | US-amerikanischer Entwicklungspsychologe                                          | 70    |       |
| 18. November | Ronald Sassning                     | deutscher Historiker                                                              | 83    |       |
| 18. November | Pancho Segura                       | ecuadorianischer Tennisspieler                                                    | 96    |       |
| 18. November | Marta Vásquez                       | argentinische Politaktivistin                                                     | 90    |       |
| 18. November | Malcolm Young                       | australischer Musiker                                                             | 64    |       |
| 17. November | Bambino Gold                        | US-amerikanischer Rapper                                                          | 29    |       |
| 17. November | J. C. Caroline                      | US-amerikanischer American-Football-Spieler                                       | 84    |       |
| 17. November | Bodo von Dewitz                     | deutscher Kunsthistoriker                                                         | 67    |       |
| 17. November | Nils Ferberg                        | deutscher Politiker                                                               | 86    |       |
| 17. November | G. J. van der Grinten               | niederländischer Architekt und Industriedesigner                                  | 90    |       |
| 17. November | Lilli Hornig                        | tschechisch-US-amerikanische Chemikerin und Hochschullehrerin                     | 96    |       |
| 17. November | Earle Hyman                         | US-amerikanischer Schauspieler                                                    | 91    |       |
| 17. November | Jan-Peters Janssen                  | deutscher Sportpsychologe                                                         | 80    |       |
| 17. November | Walter Karmrodt                     | deutscher Heimatforscher                                                          | 90    |       |
| 17. November | Emil Wolfgang Keller                | deutscher Politiker                                                               | 85    |       |
| 17. November | Donald S. McClure                   | US-amerikanischer Physikochemiker                                                 | 97    |       |
| 17. November | Ulrich Petersen                     | peruanisch-US-amerikanischer Geologe                                              | 89    |       |
| 17. November | Salvatore Riina                     | italienischer Mafiaboss                                                           | 87    |       |
| 17. November | Lothar Rogge                        | deutscher Mathematiker                                                            | 75    |       |
| 17. November | Oleksandr Salnykow                  | sowjetischer Basketballspieler                                                    | 68    |       |
| 17. November | Naim Süleymanoğlu                   | bulgarisch-türkischer Gewichtheber                                                | 50    |       |
| 17. November | Natela Swanidse                     | georgische Komponistin                                                            | 91    |       |
| 17. November | Fernando Tamayo Ogliastri           | kolumbianischer Arzt                                                              | 95    |       |
| 17. November | Robert J. Tingey                    | australischer Geologe und Polarforscher                                           | 77    |       |
| 17. November | Boulo Valcourt                      | haitianischer Gitarrist, Sänger, Komponist und Arrangeur                          | 71    |       |
| 17. November | Hans-Heinrich Voigt                 | deutscher Astronom                                                                | 96    |       |
| 17. November | Gebhard Weigele                     | deutscher Erfinder und Unternehmer                                                | 86    |       |
| 17. November | Rikard Wolff                        | schwedischer Schauspieler und Sänger                                              | 59    |       |
| 16. November | Camilo Rodolfo Cervino              | argentinischer Fußballspieler                                                     | 91    |       |
| 16. November | José Andrés „Blanquito Man“ Blanco  | venezolanischer Sänger                                                            | 42    |       |
| 16. November | Wabi Daněk                          | tschechischer Folk- und Country-Musiker                                           | 70    |       |
| 16. November | Micheline Dumon                     | belgische Widerstandskämpferin                                                    | 96    |       |
| 16. November | Franz Eckert                        | österreichischer Wirtschaftsjurist                                                | 86    |       |
| 16. November | Tobias Enverga                      | kanadischer Politiker                                                             | 61    |       |
| 16. November | Tommy Farrer                        | englischer Fußballspieler                                                         | 94    |       |
| 16. November | John Gambino                        | US-amerikanischer Mafioso                                                         | 77    |       |
| 16. November | Adalberto Giazotto                  | italienischer Physiker                                                            | 77    |       |
| 16. November | Klaus Dietrich Heckmann             | deutscher Physikochemiker                                                         | 90    |       |
| 16. November | Helmut T. Heinrich                  | deutscher Schriftsteller und Übersetzer                                           | 84    |       |
| 16. November | Robert Hirsch                       | französischer Schauspieler                                                        | 92    |       |
| 16. November | Ewald Liska                         | deutscher Physiker und Musiker                                                    | 79    |       |
| 16. November | Gianluca Mattioli                   | italienischer Basketballschiedsrichter                                            | 49    |       |
| 16. November | Erik Meijs                          | niederländischer Badmintonspieler                                                 | 26    |       |
| 16. November | Anne Mertin                         | österreichische Schauspielerin                                                    | 75    |       |
| 16. November | Al Neil                             | kanadischer Jazzmusiker, Künstler und Autor                                       | 93    |       |
| 16. November | Ernst Ollech                        | deutscher Politiker                                                               | 81    |       |
| 16. November | James G. Steele                     | britischer Zahnmediziner                                                          | 55    |       |
| 16. November | Franz Thurner                       | österreichisch-deutscher Psychologe                                               | 89    |       |
| 16. November | Hiromi Tsuru                        | japanische Synchronsprecherin                                                     | 57    |       |
| 16. November | Autar Walli                         | indisch-deutscher Biochemiker und Mediziner                                       | 75    |       |
| 16. November | Ann Wedgeworth                      | US-amerikanische Schauspielerin                                                   | 83    |       |
| 15. November | Luis Bacalov                        | argentinischer Filmkomponist                                                      | 84    |       |
| 15. November | Jill Barklem                        | britische Kinderbuchautorin und Illustratorin                                     | 66    |       |
| 15. November | Keith Barron                        | britischer Schauspieler                                                           | 81    |       |
| 15. November | Hugo Fasold                         | deutscher Biochemiker                                                             | 84    |       |
| 15. November | Françoise Héritier                  | französische Ethnologin und Anthropologin                                         | 84    |       |
| 15. November | Heinz Jordan                        | deutscher Jurist                                                                  | 84    |       |
| 15. November | Frans Krajcberg                     | polnisch-brasilianischer Künstler                                                 | 96    |       |
| 15. November | Kunwar Narayan                      | indischer Dichter                                                                 | 90    |       |
| 15. November | Hamad Ndikumana                     | ruandischer Fußballspieler                                                        | 39    |       |
| 15. November | Lil Peep                            | US-amerikanischer Rapper                                                          | 21    |       |
| 15. November | Alfredo Radoszynski                 | argentinischer Musikproduzent und Labelbetreiber                                  | 91    |       |
| 15. November | Don H. Schoessler                   | US-amerikanischer Ingenieur                                                       | 93    |       |
| 15. November | Konrad Seige                        | deutscher Internist                                                               | 96    |       |
| 15. November | Michael H. Smith                    | US-amerikanischer Ökologe                                                         | 79    |       |
| 15. November | Tim Spier                           | deutscher Politikwissenschaftler                                                  | 42    |       |
| 15. November | Ilse Staff                          | deutsche Rechtswissenschaftlerin                                                  | 89    |       |
| 15. November | Brigitte Troeger                    | deutsche Schriftstellerin                                                         | 76    |       |
| 15. November | Jaroslav Vanek                      | US-amerikanischer Wirtschaftswissenschaftler                                      | 87    |       |
| 14. November | Jack Blessing                       | US-amerikanischer Schauspieler                                                    | 66    |       |
| 14. November | Ruth Bondy                          | israelische Journalistin, Autorin und Holocaustüberlebende                        | 94    |       |
| 14. November | Ulrike Drasdo                       | deutsche Textilkünstlerin und Philanthropin                                       | 66    |       |
| 14. November | Ingeborg Glier                      | deutsch-US-amerikanische Germanistin                                              | 83    |       |
| 14. November | Toivo Jaatinen                      | finnischer Bildhauer                                                              | 91    |       |
| 14. November | Doug Jones                          | US-amerikanischer Boxer                                                           | 80    |       |
| 14. November | Sonja Kurowsky                      | deutsche Fernsehansagerin                                                         | 78    |       |
| 14. November | Uwe E. Reinhardt                    | deutsch-US-amerikanischer Ökonom                                                  | 80    |       |
| 14. November | Jempy Schmitz                       | luxemburgischer Radrennfahrer                                                     | 85    |       |
| 14. November | Wolfgang Schreyer                   | deutscher Schriftsteller                                                          | 89    |       |
| 14. November | Shyama                              | indische Schauspielerin                                                           | 82    |       |
| 14. November | Gunnar Uldall                       | deutscher Politiker                                                               | 76    |       |
| 14. November | Ulrike Zemme                        | österreichische Dramaturgin und Übersetzerin                                      | 61    |       |
| 13. November | Helen Borgers                       | US-amerikanische Rundfunkmoderatorin                                              | 60    |       |
| 13. November | Bobby Doerr                         | US-amerikanischer Baseballspieler                                                 | 99    |       |
| 13. November | Géza Ekecs                          | ungarischer Journalist                                                            | 90    |       |
| 13. November | Christian Goller                    | deutscher Kunstmaler                                                              | 74    |       |
| 13. November | Dietger Hahn                        | deutscher Wirtschaftsingenieur                                                    | 82    |       |
| 13. November | Miguel Hernández Urbán              | mexikanischer Bildhauer und Maler                                                 |       |       |
| 13. November | Thomas J. Hudner                    | Offizier der United States Navy und Marineflieger                                 | 93    |       |
| 13. November | Jeremy Hutchinson                   | britischer Jurist                                                                 | 102   |       |
| 13. November | Peter Imbert                        | britischer Polizist, Politiker und Peer                                           | 84    |       |
| 13. November | Alina Janowska                      | polnische Schauspielerin                                                          | 94    |       |
| 13. November | Bernd Knauer                        | deutscher Dokumentarfilmdarsteller                                                | 52    |       |
| 13. November | David Poisson                       | französischer Skirennläufer                                                       | 35    |       |
| 13. November | Eric Salzman                        | US-amerikanischer Komponist                                                       | 84    |       |
| 13. November | Robert H. Schuler                   | US-amerikanischer Physikochemiker                                                 | 91    |       |
| 12. November | Konrad Brandt                       | deutscher Theologe                                                                | 80    |       |
| 12. November | Michel Chapuis                      | französischer Organist                                                            | 87    |       |
| 12. November | Laryssa Kruschelnyzka               | ukrainische Prähistorikerin und Bibliothekarin                                    | 89    |       |
| 12. November | James R. O’Connor                   | US-amerikanischer Soziologe                                                       | 87    |       |
| 12. November | Abd al-Wahid Pallavicini            | italienischer islamischer Geistlicher                                             | 91    |       |
| 12. November | Bernard Panafieu                    | französischer Erzbischof und Kardinal                                             | 86    |       |
| 12. November | John C. Raines                      | US-amerikanischer Hochschullehrer und Bürgerrechtsaktivist                        | 84    |       |
| 12. November | Jack Ralite                         | französischer Politiker                                                           | 89    |       |
| 12. November | Werner Ratering                     | deutscher Künstler                                                                | 63    |       |
| 12. November | Friedemann W. Schneider             | deutscher Physikochemiker                                                         | 84    |       |
| 12. November | Liz Smith                           | US-amerikanische Journalistin                                                     | 94    |       |
| 12. November | T. K. Sribhashyam                   | indischer Yogalehrer                                                              | ≈77   |       |
| 12. November | Santiago Vernazza                   | argentinischer Fußballspieler                                                     | 89    |       |
| 11. November | Henry Badenhorst                    | südafrikanischer Internetunternehmer                                              | 51    |       |
| 11. November | Kirti Nidhi Bista                   | nepalesischer Politiker                                                           | 90    |       |
| 11. November | Ragnar-Olaf Buchweitz               | deutsch-kanadischer Mathematiker                                                  | 65    |       |
| 11. November | Frank Corsaro                       | US-amerikanischer Regisseur und Autor                                             | 92    |       |
| 11. November | Floyd Crawford                      | kanadischer Eishockeyspieler                                                      | 88    |       |
| 11. November | Chiquito de la Calzada              | spanischer Humorist, Flamenco-Sänger und Schauspieler                             | 85    |       |
| 11. November | Carlos Dívar                        | spanischer Jurist                                                                 | 75    |       |
| 11. November | Nilda Eloy                          | argentinische Menschenrechtsaktivistin                                            | 60    |       |
| 11. November | Henry Emeleus                       | britischer Geologe                                                                | 87    |       |
| 11. November | Edward S. Herman                    | US-amerikanischer Ökonom und Medienanalyst                                        | 92    |       |
| 11. November | Nate Hobgood-Chittick               | US-amerikanischer American-Football-Spieler                                       | 42    |       |
| 11. November | Marcel Imsand                       | Schweizer Fotograf                                                                | 88    |       |
| 11. November | Wolfram Martini                     | deutscher Archäologe                                                              | 76    |       |
| 11. November | Bobby Matos                         | US-amerikanischer Perkussionist                                                   | 76    |       |
| 11. November | Will Moreau Goins                   | US-amerikanischer Aktivist, Autor und Sänger                                      | 56    |       |
| 11. November | Johann Baptist Müller               | deutscher Politikwissenschaftler                                                  | 85    |       |
| 11. November | Baard Owe                           | norwegisch-dänischer Schauspieler                                                 | 81    |       |
| 11. November | Peter Plath                         | deutscher Mediziner                                                               | 84    |       |
| 11. November | Waleri Rosow                        | russischer Extremsportler                                                         | 52    |       |
| 11. November | Amar Rouaï                          | algerischer Fußballspieler und -trainer                                           | 85    |       |
| 11. November | Cornelia Sideri                     | rumänische Kanutin                                                                | 78    |       |
| 11. November | Ian Wachtmeister                    | schwedischer Politiker, Autor und Industrieller                                   | 84    |       |
| 10. November | Franz Albert                        | österreichischer Automobilrennfahrer                                              | 86    |       |
| 10. November | José Almanzor                       | mexikanischer Bogenschütze                                                        | 87    |       |
| 10. November | Priscilla Arosemena                 | ecuadorianische Fernsehmoderatorin                                                | 50    |       |
| 10. November | Johannes Baumgardt                  | deutscher Wirtschaftspädagoge                                                     | 87    |       |
| 10. November | Roy Cromack                         | britischer Radrennfahrer                                                          | 77    |       |
| 10. November | Bernhard Eckstein                   | deutscher Radrennfahrer                                                           | 82    |       |
| 10. November | Adolf Kracht                        | deutscher Banker und Manager                                                      | 82    |       |
| 10. November | Ray Lovelock                        | italienischer Schauspieler                                                        | 67    |       |
| 10. November | Erika Remberg                       | österreichische Schauspielerin                                                    | 85    |       |
| 10. November | Michail Sadornow                    | russischer Schriftsteller, Satiriker, Stand-Up-Comedian                           | 69    |       |
| 10. November | Wolfgang Schmitz                    | deutscher Künstler                                                                | 83    |       |
| 09. November | Ingrid Almqvist                     | schwedische Speerwerferin                                                         | 90    |       |
| 9. November  | Juan José Arenas                    | spanischer Bauingenieur                                                           | 77    |       |
| 9. November  | Grete Berget                        | norwegische Politikerin                                                           | 63    |       |
| 9. November  | Fred Cole                           | US-amerikanischer Sänger und Gitarrist                                            | 69    |       |
| 9. November  | Akbar Eftekhari                     | iranischer Fußballspieler                                                         | 73    |       |
| 9. November  | Walter Fabics                       | österreichischer Politiker                                                        | 86    |       |
| 9. November  | Ev Grüger                           | deutsche Künstlerin                                                               | 89    |       |
| 9. November  | John Hillerman                      | US-amerikanischer Schauspieler                                                    | 84    |       |
| 9. November  | Gene Kotlarek                       | US-amerikanischer Skispringer                                                     | 77    |       |
| 9. November  | Hélder Lopes                        | osttimoresischer Politiker und Gewerkschaftler                                    | 42    |       |
| 9. November  | Chuck Mosley                        | US-amerikanischer Musiker und Sänger                                              | 57    |       |
| 9. November  | Thaddäus Steiner                    | deutscher Germanist und Flurnamenforscher                                         | 84    |       |
| 9. November  | Shyla Stylez                        | kanadische Pornodarstellerin                                                      | 35    |       |
| 9. November  | Johanna Vahl                        | deutsche Medizinphysikerin                                                        | 93    |       |
| 9. November  | Kostas Vergopoulos                  | griechischer Wirtschaftswissenschaftler                                           | 75    |       |
| 9. November  | Hans Vermeulen                      | niederländischer Sänger und Spielmann                                             | 70    |       |
| 8. November  | Antonio Carluccio                   | italienischer Koch                                                                | 80    |       |
| 8. November  | Eugen Damm                          | deutscher Schauspieler und Mundartdichter                                         | 81    |       |
| 8. November  | Peter Gorsen                        | österreichischer Kunstwissenschaftler                                             | 83    |       |
| 8. November  | Karl Katz                           | US-amerikanischer Museumsleiter                                                   | 88    |       |
| 8. November  | Reinhard Krammer                    | österreichischer Historiker                                                       | 68    |       |
| 8. November  | Eva Kyselka                         | deutsche Sängerin                                                                 | 62    |       |
| 8. November  | Mika Metz                           | deutscher Schauspieler                                                            | 49    |       |
| 8. November  | Gerhard Naujokat                    | deutscher Pastor und Publizist                                                    | 84    |       |
| 8. November  | Jean-Pierre Pujol                   | französischer Politiker                                                           | 76    |       |
| 8. November  | Elisabeth Naomi Reuter              | deutsche Malerin und Kinderbuchautorin                                            | 71    |       |
| 8. November  | Petr Starý                          | tschechischer Schauspieler und Unternehmer                                        | 54    |       |
| 8. November  | Eddy Steinblock                     | deutscher Wrestler und Schauspieler                                               | 61    |       |
| 8. November  | Rudolf Stertenbrink                 | deutscher Dominikaner                                                             | 80    |       |
| 8. November  | Charles Tyner                       | US-amerikanischer Schauspieler                                                    | 92    |       |
| 8. November  | Josip Weber                         | kroatisch-belgischer Fußballspieler                                               | 52    |       |
| 8. November  | Wu Yongning                         | chinesischer Fassadenkletterer                                                    | 26    |       |
| 8. November  | Phyllis Young                       | US-amerikanische Cellistin und Musikpädagogin                                     | 92    |       |
| 7. November  | Paul Buckmaster                     | britischer Musiker, Komponist und Arrangeur                                       | 71    |       |
| 7. November  | Debra Chasnoff                      | US-amerikanische Dokumentarfilmerin                                               | 60    |       |
| 7. November  | Taras Denyssenko                    | ukrainischer Filmschauspieler                                                     | 53    |       |
| 7. November  | Wendell Eugene                      | US-amerikanischer Jazzposaunist                                                   | 94    |       |
| 7. November  | Whitey Glan                         | kanadischer Schlagzeuger                                                          | 71    |       |
| 7. November  | Angelo P. Graham                    | US-amerikanischer Artdirector und Szenenbildner                                   | ≈70   |       |
| 7. November  | Roy Halladay                        | US-amerikanischer Baseballspieler                                                 | 40    |       |
| 7. November  | Brad Harris                         | US-amerikanischer Schauspieler                                                    | 84    |       |
| 7. November  | Pat Hutchins                        | britische Kinderbuchautorin und Illustratorin                                     | 75    |       |
| 7. November  | Johann Werner Mödlhammer            | österreichischer katholischer Theologe                                            | 85    |       |
| 7. November  | Hans Neie                           | deutscher Schauspieler                                                            | 84    |       |
| 7. November  | Walter Nowak                        | deutscher Elektroingenieur                                                        | 86    |       |
| 7. November  | Hans-Michael Rehberg                | deutscher Schauspieler                                                            | 79    |       |
| 7. November  | Carl Sargeant                       | walisischer Politiker                                                             | 49    |       |
| 7. November  | Hans Schäfer                        | deutscher Fußballspieler                                                          | 90    |       |
| 7. November  | Karel Štědrý                        | tschechischer Sänger, Schauspieler und Moderator                                  | 80    |       |
| 7. November  | Hannes Stelzer                      | deutscher Schauspieler                                                            | 93    |       |
| 7. November  | Amelia Toledo                       | brasilianische Bildhauerin                                                        | 90    |       |
| 7. November  | Yang Tongyan                        | chinesischer Schriftsteller                                                       | 56    |       |
| 7. November  | Boelhouwer van Wouwe                | niederländischer Politiker                                                        | ≈78   |       |
| 6. November  | Karin Dor                           | deutsche Schauspielerin                                                           | 79    |       |
| 6. November  | Joe Fortunato                       | US-amerikanischer Footballspieler und -trainer                                    | 87    |       |
| 6. November  | Richard Gordon                      | US-amerikanischer Astronaut                                                       | 88    |       |
| 6. November  | Günter Hoge                         | deutscher Fußballspieler                                                          | 77    |       |
| 6. November  | Jacques Landriault                  | kanadischer Bischof                                                               | 96    |       |
| 6. November  | Rolf Loeber                         | niederländisch-US-amerikanischer Jugendpsychologe und -psychiater und Kriminologe | 75    |       |
| 6. November  | Rudolf Moser                        | österreichischer Politiker                                                        | 86    |       |
| 6. November  | Franziska Reppe                     | deutsche Schlagersängerin                                                         | 30    |       |
| 6. November  | Feliciano Rivilla                   | spanischer Fußballspieler                                                         | 81    |       |
| 6. November  | Bernhard Rupprecht                  | deutscher Kunsthistoriker                                                         | 89    |       |
| 6. November  | Andrés Sapelak                      | argentinisch-polnischer Bischof                                                   | 97    |       |
| 6. November  | Herbert Selg                        | deutscher Psychologe                                                              | 82    |       |
| 5. November  | William W. Akers                    | US-amerikanischer Chemie- und Mediziningenieur                                    | 94    |       |
| 5. November  | Uwe Böttcher                        | deutscher Kunstschmied                                                            | 66    |       |
| 5. November  | Roman Bratny                        | polnischer Schriftsteller                                                         | 96    |       |
| 5. November  | John Cairns                         | US-amerikanischer Ökologe                                                         | 94    |       |
| 5. November  | Nancy Friday                        | US-amerikanische Schriftstellerin                                                 | 84    |       |
| 5. November  | Bob Girard                          | kanadischer Eishockeyspieler                                                      | 69    |       |
| 5. November  | Ueli Götsch                         | Schweizer Politiker und Journalist                                                | 92    |       |
| 5. November  | Hans Martin Jahns                   | deutscher Botaniker                                                               | 76    |       |
| 5. November  | Alice Karger                        | deutsche Leichtathletin                                                           | 91    |       |
| 5. November  | William A. Klemperer                | US-amerikanischer Chemiker                                                        | 90    |       |
| 5. November  | Robert Knight                       | US-amerikanischer Sänger                                                          | 72    |       |
| 5. November  | Murray Koffler                      | kanadischer Unternehmer                                                           | 93    |       |
| 5. November  | Vera Shlakman                       | US-amerikanische Ökonomin                                                         | 108   |       |
| 5. November  | Dionatan Teixeira                   | brasilianisch-slowakischer Fußballspieler                                         | 25    |       |
| 5. November  | Lothar Thoms                        | deutscher Radsportler                                                             | 61    |       |
| 4. November  | Michael Augustine                   | indischer Erzbischof                                                              | 84    |       |
| 4. November  | Denis André Dasoul                  | belgischer Fußballspieler                                                         | 34    |       |
| 4. November  | Raoul David Findeisen               | Schweizer Sinologe                                                                | 59    |       |
| 4. November  | Vera Kluth                          | deutsche Schauspielerin                                                           | 92    |       |
| 4. November  | Karlheinz Knebel                    | deutscher Geistlicher                                                             | 66    |       |
| 4. November  | Heiner Knell                        | deutscher Klassischer Archäologe                                                  | 80    |       |
| 4. November  | Isis Krüger                         | deutsche Schauspielerin                                                           | 56    |       |
| 4. November  | Klaus Dieter Leister                | deutscher Verwaltungsbeamter und Politiker                                        | 79    |       |
| 4. November  | Tallys Machado de Oliveira          | brasilianischer Fußballspieler                                                    | 30    |       |
| 4. November  | Rudolf Peyer                        | Schweizer Schriftsteller und Übersetzer                                           | 88    |       |
| 4. November  | Luis Poggi                          | peruanischerRadrennfahrer                                                         | 79    |       |
| 4. November  | Dudley Simpson                      | australischer Komponist und Dirigent                                              | 95    |       |
| 4. November  | Anna Diggs Taylor                   | US-amerikanische Juristin                                                         | 84    |       |
| 4. November  | Rotraud Tönnies                     | deutsche Heimatforscherin                                                         | 84    |       |
| 4. November  | Mahmoud Zemmouri                    | algerischer Filmregisseur und Schauspieler                                        | 70    |       |
| 3. November  | Nadine Baylis                       | britische Bühnen- und Kostümbildnerin                                             | 77    |       |
| 3. November  | Abdur Rahman Biswas                 | bangladeschischer Politiker                                                       | 91    |       |
| 3. November  | Roger Blàvia                        | spanischer Perkussionist und Schlagzeuger                                         | 54    |       |
| 3. November  | Gerhard Dickel                      | deutscher Chemiker                                                                | 104   |       |
| 3. November  | Ed Flanagan                         | US-amerikanischer Politiker                                                       | 66    |       |
| 3. November  | Martin Greschat                     | deutscher evangelischer Theologe und Kirchenhistoriker                            | 83    |       |
| 3. November  | Konrad Ibel                         | deutscher Physiker                                                                | 79    |       |
| 3. November  | Jiří Kormaník                       | tschechoslowakischer Ringer                                                       | 82    |       |
| 3. November  | Odilo Lechner                       | deutscher Benediktinerabt                                                         | 86    |       |
| 3. November  | Arjay Miller                        | US-amerikanischer Manager                                                         | 101   |       |
| 3. November  | Wilhelm Rawe                        | deutscher Politiker                                                               | 88    |       |
| 3. November  | Václav Riedlbauch                   | tschechischer Komponist und Politiker                                             | 70    |       |
| 3. November  | Karl-Heinz Sohn                     | deutscher Volkswirtschaftler, Staatssekretär und Manager                          | 89    |       |
| 3. November  | Klaus Zernack                       | deutscher Historiker                                                              | 86    |       |
| 02. November | Francis Allotey                     | ghanaischer Physiker und Mathematiker                                             | 85    |       |
| 2. November  | Costanzo Balleri                    | italienischer Fußballspieler und -trainer                                         | 84    |       |
| 2. November  | Orval H. Hansen                     | US-amerikanischer Politiker                                                       | 91    |       |
| 2. November  | Peter Herfert                       | deutscher Prähistoriker und Archäologe                                            | 82    |       |
| 2. November  | Hannelore Kaub                      | deutsche Kabarettistin                                                            | 81    |       |
| 2. November  | William M. Landau                   | US-amerikanischer Neurologe                                                       | 93    |       |
| 2. November  | Sarah Maguire                       | britische Dichterin und Übersetzerin                                              | 60    |       |
| 2. November  | María Martha Serra Lima             | argentinische Sängerin                                                            | 72    |       |
| 2. November  | Ioan Moisin                         | rumänischer Politiker und Ingenieur                                               | 70    |       |
| 2. November  | Manlio Simonetti                    | italienischer Philologe und Historiker                                            | 91    |       |
| 2. November  | Aboubacar Somparé                   | guineischer Politiker                                                             | 73    |       |
| 2. November  | Wolfgang Stendar                    | deutscher Schauspieler                                                            | 88    |       |
| 1. November  | Brad Bufanda                        | US-amerikanischer Schauspieler                                                    | 34    |       |
| 1. November  | Ramón Cabrero                       | spanisch-argentinischer Fußballspieler und -trainer                               | 69    |       |
| 1. November  | Pablo Cedrón                        | argentinischer Schauspieler                                                       | 59    |       |
| 1. November  | August Florian                      | österreichischer Mathematiker                                                     | 89    |       |
| 1. November  | Roland Henz                         | deutscher Politiker                                                               | 67    |       |
| 1. November  | Rosemary Lassig                     | australische Schwimmerin                                                          | 76    |       |
| 1. November  | Wladimir Makanin                    | russischer Schriftsteller                                                         | 80    |       |
| 1. November  | Ernst-August Roloff                 | deutscher Politikwissenschaftler und -didaktiker                                  | 91    |       |

### Datum unbekannt
| Tag                                 | Name                   | Beruf, bekannt als                              | Alter | Beleg |
| ----------------------------------- | ---------------------- | ----------------------------------------------- | ----- | ----- |
| November                            | Oliver G. Wachlin      | deutscher Autor und Dramaturg                   | 51    |       |
| Tod bekannt gegeben am 22. November | René Gervat            | französischer Jazzmusiker                       | 82    |       |
| Tod bekannt gegeben am 20. November | Mel Martin             | US-amerikanischer Jazzmusiker                   | 75    |       |
| Tod bekannt gegeben am 18. November | Sol Schlinger          | US-amerikanischer Jazzmusiker                   | 91    |       |
| Tod bekannt gegeben am 13. November | Maria Virginia Onorato | italienische Schauspielerin und Filmregisseurin | ≈75   |       |
| Tod bekannt gegeben am 11. November | Uwe Lehmann            | deutscher Rennrodeltrainer                      | 64    |       |
| Tod bekannt gegeben am 2. November  | Karlheinz Rebel        | deutscher Pädagoge                              | 94    |       |